# Манесова, Амалия
Амалия Манесова (чеш. Amalie Mánesová; 21 января 1817, Прага — 4 июля 1883, там же) — чешская художница-пейзажистка, педагог.

## Биография
Родилась в известной семье художников. Живописцами были её отец Антонин Манес, братья Гвидо и Йозеф Манес; дядя художницы — Венцель Манес, был директором пражской Художественной академии. Первые уроки живописи Амалия брала у своего отца, художника-пейзажиста.
Хотя первоначально Амалия хотела заниматься фигуративной и портретной живописью, отец решил, что для женщины больше подходит занятие пейзажной живописью.
После смерти отца в 1843 году, взяла на себя бо́льшую часть преподавания в основанной им школе рисования. Большинство своего времени и усилий, Амалия Манесова посвящала обучению богатых аристократов и поддержке своих братьев. 
В 1853 году она открыла частную школу рисования для женщин и девочек из знатных и средних семей.  Среди её известных учеников была Зденка Браунерова.
Немало времени Амалия посвящала поддержке своих братьев. В конце 1950-х она жила со своими братьями в семье Аэренталь в замке Грубая Скала, где преподавала рисование у графини. На вырученные средства она помогала братьям, у которых были проблемы из-за непонимания художественных кругов того времени. Она была намного практичнее, чем они, и долгое время вела домашнее хозяйство.
Амалия восхищалась талантом Йозефа, сопровождала его по дороге в Мюнхен, присылала ему деньги и поощряла его быть более активным и бережливым. Однако когда Йозеф влюбился в служанку Франтишку Шловичкову и решил на ней жениться, Амалия была категорически против. Она считала, что одаренный брат попадет в бедную семью, где отсутствие денег не позволит ему творить дальше. В итоге она порвала с ним отношения и перестала помогать финансово, хотя Франтишка и Йозеф уже ждали ребенка. Это разрушило жизнь Йозефа.
Спустя много лет Амалия с большим трудом перевезла тяжело больного Йозефа из Рима обратно в Прагу и заботилась о нем до его смерти (1871 г.).
Она отказалась от предложения руки и сердца Вацлава Леви и до конца жизни не была замужем.
Умерла внезапно в 1883-м году от болезни сердца.
Похоронена в Праге на Ольшанском кладбище.

## Творчество
Собственных работ у Амалии немного. Живописи она училась только у отца и была далека от того, что было в моде в те времена. Ее пейзажи выполнены в романтическом стиле. В 1840 году она и ее брат Йозеф писали панорамы гор Крконоше, а в конце 1950-х - начале 1960-х годов она рисовала вместе с обоими братьями в окрестностях Грубой Скалы. Она также совершила поездки в Вену и Дрезден. В ее усадьбе было найдено всего около пятидесяти этюдов.

## Работы

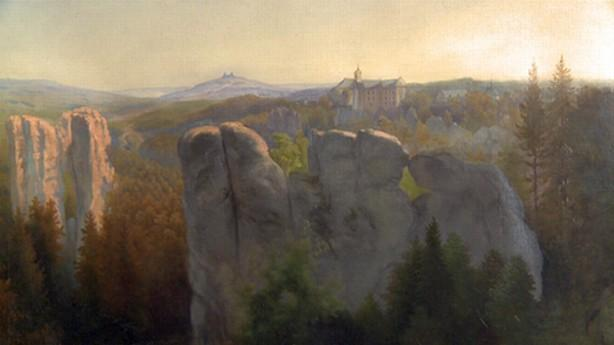
Вид на Грубые скалы. Национальный музей (Прага)
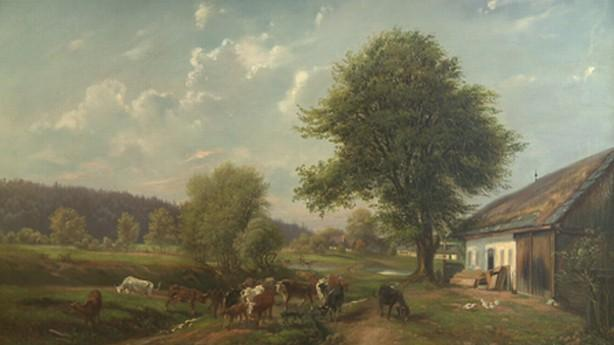
Пейзаж у Гавличкова брода с хижиной. Национальный музей (Прага)
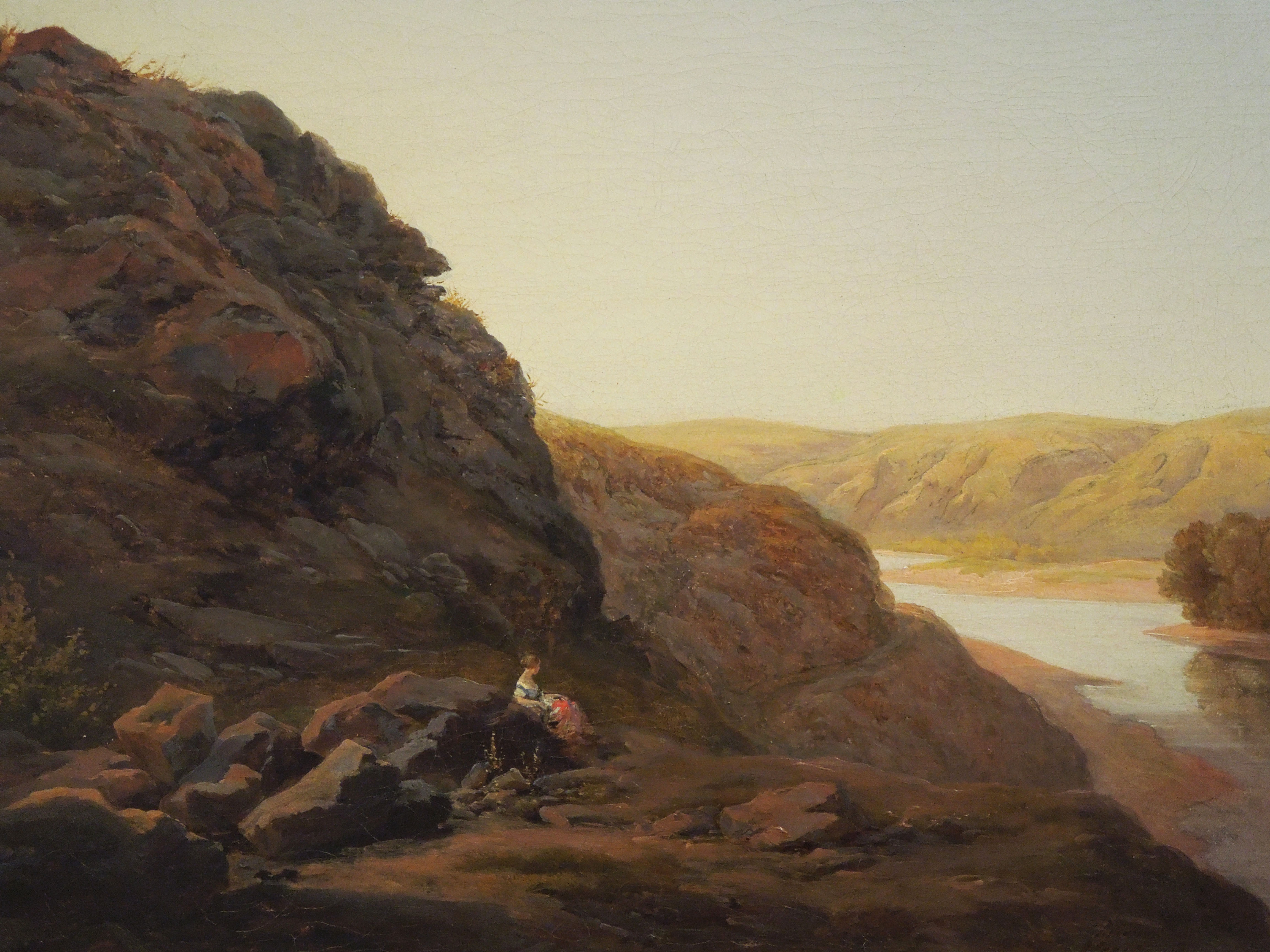
Ландшафт с фигурой
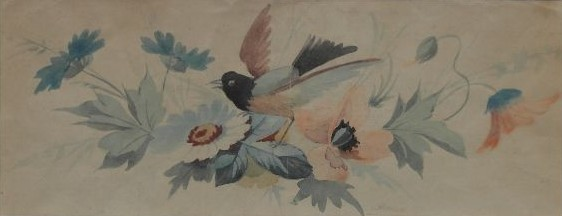
Натюрморт с птицей
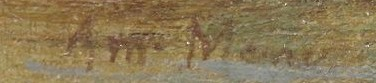
Подпись художницы